# 메헬렌역
메헬렌역(네덜란드어: Station Mechelen)은 메헬렌에 있는 벨기에 철도 25호선, 27호선, 53호선의 역이다. 뢰번-딜 운하를 지나는 다리가 개통된 1836년 4월 이전까지는 모든 열차가 이 역에 종착하였다. 철도 개통 초기에는 지역 주민들의 반발이 심했고, 레오폴 1세가 개통식에 참가할 때 서류상으로는 익명으로 빌부데 지역으로 방문한다고 썼다.
초기에 지어진 역사는 단순한 건물 형태였고, 두 번째 역사는 1888년 당시에 지어진 역과 비슷하게 지어졌다. 현재의 안트베르펀 중앙역보다 건물 크기가 더 컸다. 현재의 역사는 두 번째 역사를 1958년-1960년에 재건축하였으며, 1958년 세계 박람회 당시 디자인을 반영하여 반 메르벡이 설계하였다. 역사는 지극히 기능적으로, 정면은 단순한 바둑판형, 벽재는 콘크리트를 사용하였다.
10면의 승강강 중 동쪽 4면은 다른 승강장보다 더 높이 있다. 25호선과 27호선의 높이 때문이다.

## 개량
안트베르펀 중앙역과 브뤼셀 공항을 잇는 철도가 디아볼로 프로젝트의 일부분으로 계획 중이다. 메헬렌 역에 2면의 승강장이 더 추가되고, 유럽 도로 E19를 따라 노선이 건설된다.
메헬렌 역 자체 개량 계획도 있다. 1500대 가량을 주차할 수 있는 새 지하 주차장을 건설하고, 역 주변을 재개발한다. 약 2억 3천만 유로를 투입하여 2010년에 착공하여 2018년까지 완공할 예정이다.

## 같이 보기
- http://users.pandora.be/pk/lijnen.htm#25
- http://users.pandora.be/pk/lijnen.htm#27
- http://users.pandora.be/pk/lijnen.htm#53
- http://users.pandora.be/brail/lijn/lijn25.htm
- http://users.pandora.be/brail/lijn/lijn27.htm
- http://users.pandora.be/brail/lijn/lijn53.htm
- http://www.belrail.be
- De Belgische treinen in beeld, André ver Elst, Europese Bibliotheek, Zaltbommel, 1974, ISBN 90-288-0862-0
- Stationsarchitectuur in België, deel II (1914-2003), Hugo De Bot, Brepols, Turnhout, 2003, ISBN 90-5622-052-7